# تی.اچ. وایت
ترنس هنبری "تیم" وایت (۲۹ مارس ۱۹۰۶ – ۱۷ ژانویه ۱۹۶۴) نویسنده انگلیسی بود که برای نوشتن زنجیره کتاب‌های شاه آرتور مشهور است و اولین بار در سال ۱۹۵۸ در قالب کتابی با عنوان پادشاه پیشین و آینده منتشر شد.
یکی از به یاد ماندنی‌ترین داستان‌هایش، اولین قسمت از همین مجموعه شمشیر در سنگ است که در سال ۱۹۳۸ در قالب کتابی جداگانه منتشر شد.